# グッドモーニング・バビロン!
『グッドモーニング・バビロン!』（原題：Good Morning, Babylon / Good morning Babilonia）は、1987年制作のイタリア、フランス、アメリカ合衆国の映画。D・W・グリフィスの超大作映画『イントレランス』のセット建設に参加したイタリア人兄弟の物語。
第40回カンヌ国際映画祭審査外特別招待作品。1987年の第61回キネマ旬報ベスト・テン外国映画部門第1位・外国映画監督賞受賞、第12回報知映画賞海外作品賞受賞。

## あらすじ
1913年、イタリア・トスカーナでロマネスク大伽藍の建築と修復を行ってきた棟梁のボナンノは、膨らんだ借金を理由に家業をたたんだ。
ボナンノの2人の末息子ニコラとアンドレアは修業名目でアメリカに渡るが、壁にぶち当たり、途方に暮れる。そんな2人の前に、サンフランシスコ万国博覧会でのイタリア館建築に向かうイタリア人建築家・棟梁の一行が現われ、2人はそれに紛れ込む。
サンフランシスコ万博では、映画監督のD・W・グリフィスが注目を集めており、彼は近々制作を開始する予定の超大作映画『イントレランス』でイタリア館を建てた棟梁たちを美術スタッフに加えろと指示する。ニコラとアンドレアは棟梁になりすましてハリウッドに行く。2人はそこで美しいエキストラ、エドナとメイベルと知り合う。
2人はメイベルとエドナに励まされながら名もない仕事を次々にこなし、やがて、父と仕事をした“奇跡の聖堂”のイメージを甦らせた印象を作り出す。それがグリフィスに認められ、2人は出世、ニコラはエドナと、アンドレアはメイベルと愛を育み、同時に結婚するが、『イントレランス』が公開された頃、第一次世界大戦の不穏な空気が世を覆い、4人にも影を落としてくる。

## キャスト
- ニコラ：ヴィンセント・スパーノ
- アンドレア：ジョアキム・デ・アルメイダ
- エドナ：グレタ・スカッキ
- メイベル：デジレ・ベッケル（デジレー・ノスブッシュ（英語版））
- ボナンノ：オメロ・アントヌッティ
- D・W・グリフィス：チャールズ・ダンス
- ベランジェール・ボンヴォワザン
- デヴィッド・ブランドン
- ブライアン・フリーノ
- マルガリータ・ロサーノ
- マッシモ・ヴェンチュリエッロ
- アンドレア・プロダン